# Friedrich-Engels-Allee 140

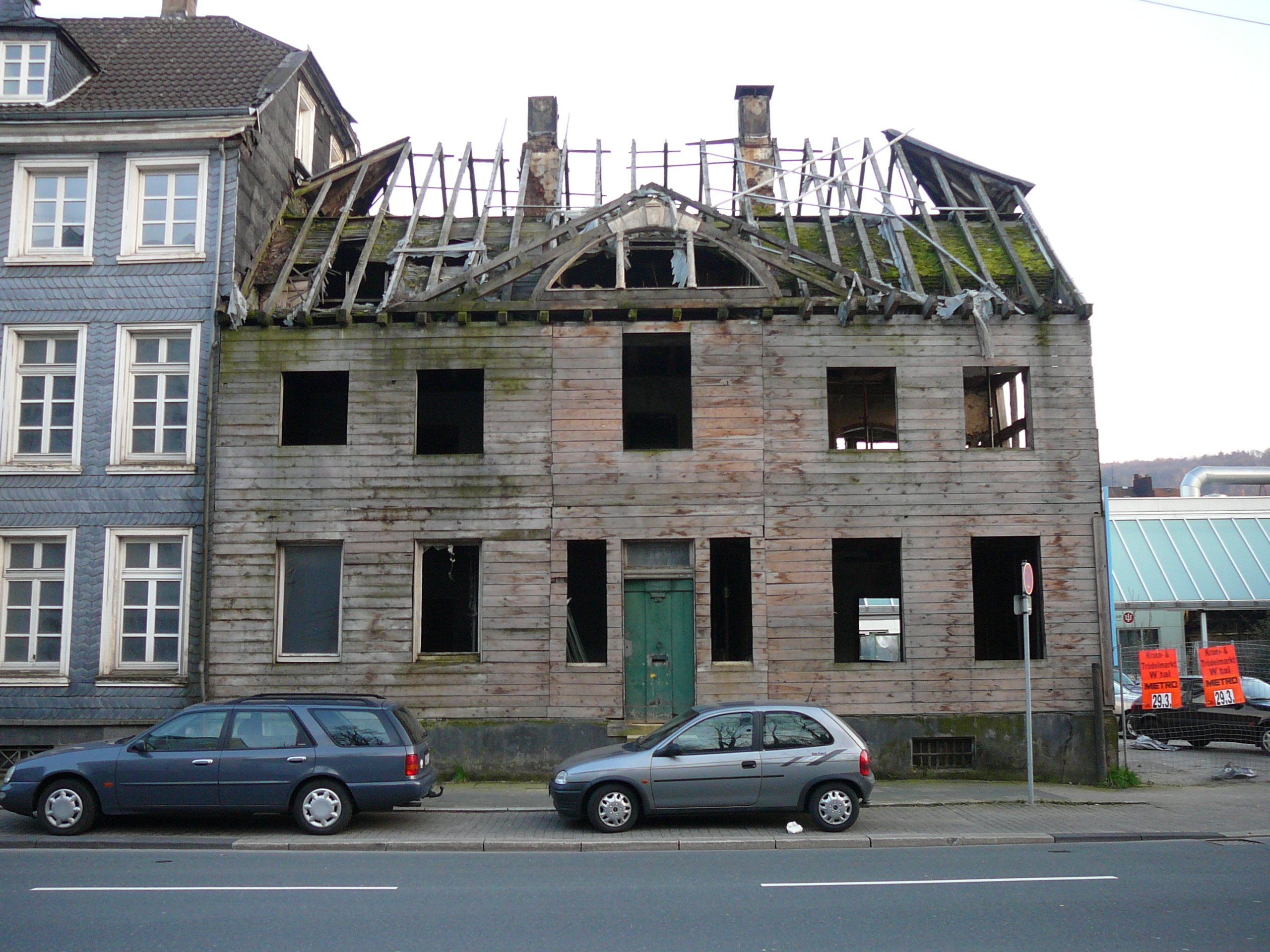
Friedrich-Engels-Allee 140 (2009)

Das Wohnhaus Friedrich-Engels-Allee 140 war ein denkmalgeschütztes Gebäude an der Wuppertaler Friedrich-Engels-Allee in Unterbarmen. Das Haus war in den 2010er-Jahren in einem derartigen schlechten Zustand, dass es nicht mehr wirtschaftlich saniert werden konnte und wurde daher niedergelegt.

## Beschreibung

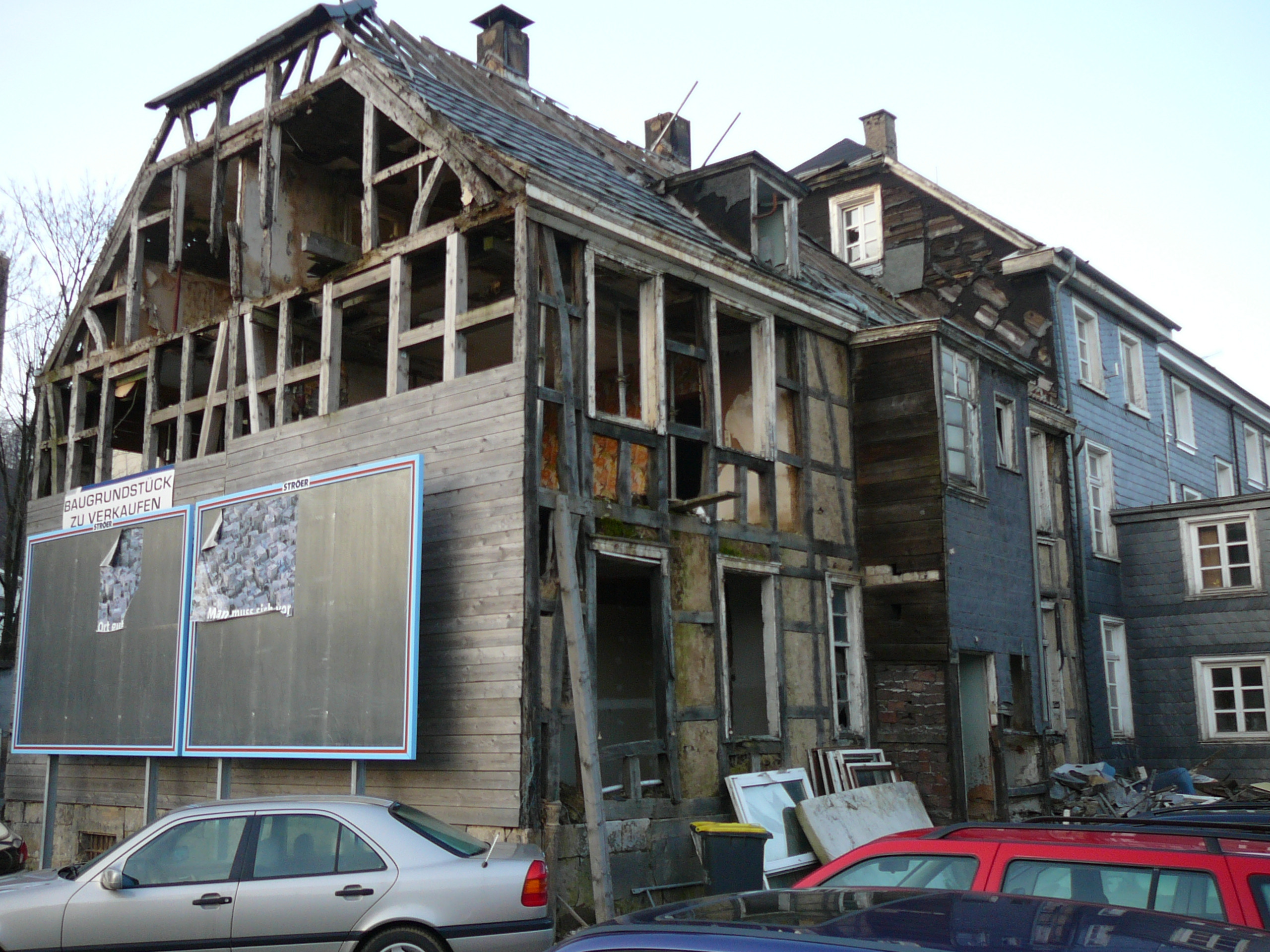
Die Ansicht auf das hintere Seite gibt einen Einblick in die Bauweise eines Fachwerkhauses (2009)

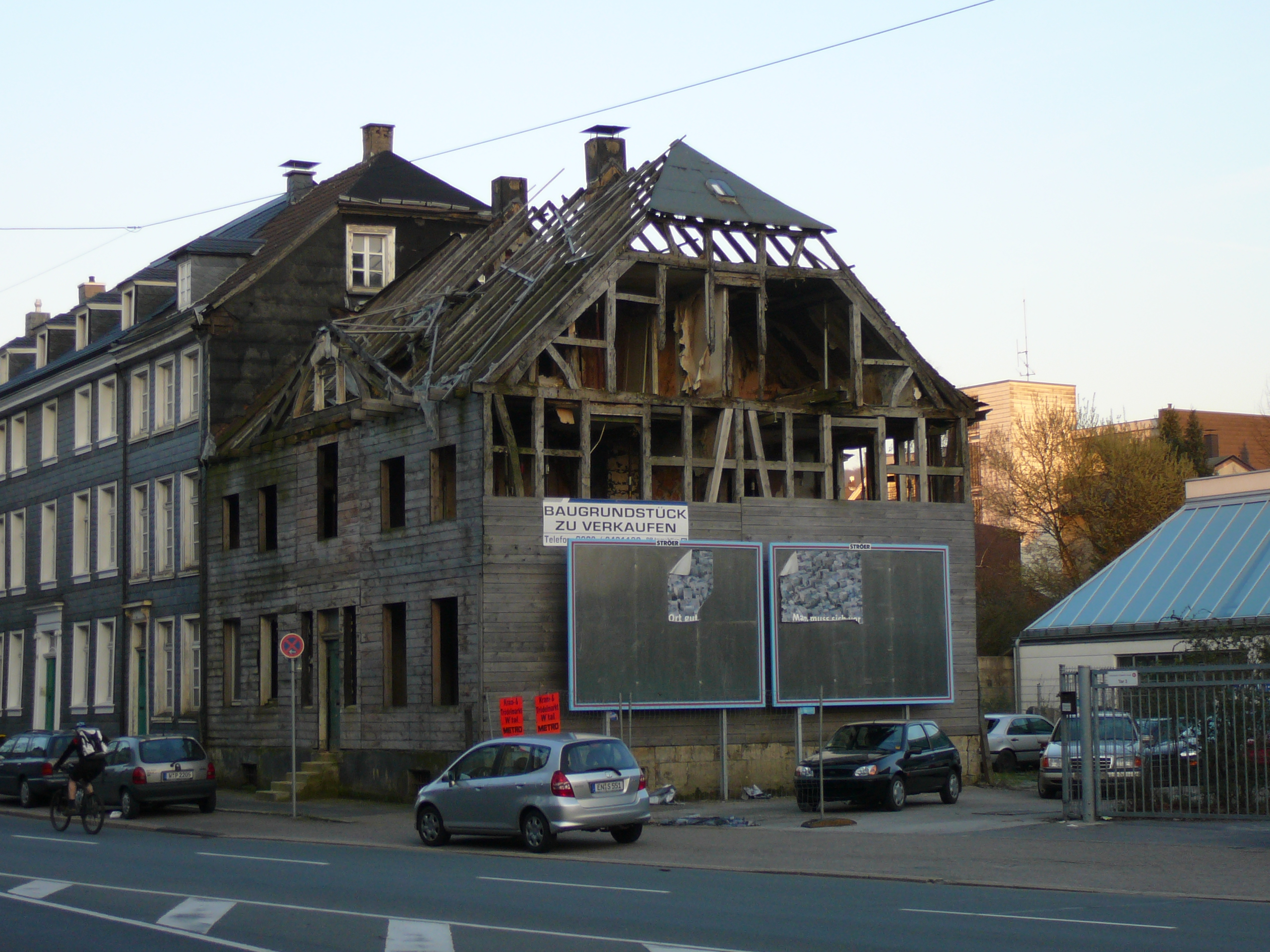
Friedrich-Engels-Allee 140 (2009)

Das zweigeschossige Wohnhaus mit den Außenmaßen von ungefähr 10,8 × 13 Meter wurde in Fachwerkbauweise errichtet. Zwischen 1850 und 1861 wurde unmittelbar an der Ostfassade das Wohnhaus Friedrich-Engels-Allee 142 angebaut. Die fünfachsige Schauseite zur Straße hin, die Nordseite des Gebäudes, war wie die Westfassade verschiefert ausgeführt. Das Erdgeschoss auf der Schauseite hatte einen mittig liegenden Eingang erhalten, zu dem eine fünfstufige Freitreppe führte. Das Schopfwalmdach hatte zur Schauseite einen Zwerchgiebel in klassizistischem Stil, auf der rückwärtigen Dachseite befand sich eine Dachgaube. Die Fenster hatten Schlagläden.

## Geschichte
Das in den ersten Jahrzehnten des 19. Jahrhunderts errichtete Wohnhaus, das in einem ähnlichen Baustil wie das Haus Gonnermann oder wie das Engels-Haus ausgeführt wurde, gehörte zur historischen Erstbebauung der Friedrich-Engels-Allee. Als Baudenkmal wurde das Bauwerk anerkannt und am 6. September 1984 in die Baudenkmalliste eingetragen.
Nach mehreren Eigentümerwechseln wurde das Haus schon über mehrere Jahre nicht mehr bewohnt. Mitte der 1980er war man noch zuversichtlich, dass man einen neuen Eigentümer finden könne, der die beiden Häuser verantwortungsvoll sanieren würde. Die aktuelle Eigentümerin des Hauses, die auch im Besitz des Wohnhauses Friedrich-Engels-Allee 142 ist, wurde seitens des Amtes in den 2000er Jahren mehrmals aufgefordert, das Baudenkmal zu sanieren.
Das Gebäude wies eine Reihe von Schäden in der tragenden und nicht tragenden Konstruktion des Rohbaus auf. Das Holz des Gefaches war selber mit holzzerstörenden Pilzen und Insekten befallen. Nach einem Gutachten im September 2007 wurde eine begonnene zimmermännische Sanierung im Bereich der Gefache, Holzbau und Vorsatzschalen in Teilen nicht fachgerecht ausgeführt und war für eine in Frage kommende Sanierungsarbeit nicht verwertbar gewesen. Ausbauteile waren zum Teil nicht mehr vorhanden und eine unzureichende Sicherungsmaßnahme beschleunigte den Verfall des Gebäudes. Eine Sanierung würde laut der Schätzung des Gutachtens eine Summe von 600.000 Euro übersteigen und würde im Grunde genommen einen Neubau darstellen, da mehr als 90 Prozent des Gebäudes nicht erhaltenswert sind.
Ende Mai 2011 wurde das Gebäude bis auf das Erdgeschoss abgetragen. Komplett niedergelegt wurde es im zweiten Quartal 2013.